# Otto Heilbrunn
Otto Heilbrunn (geboren 7. März 1906 in Frankfurt am Main; gestorben 7. Januar 1969 in Gerrards Cross, Buckinghamshire) war ein deutsch-britischer Jurist und Sachbuchautor.

## Leben
Otto Heilbrunn besuchte in Frankfurt das Wöhler-Realgymnasium. Er studierte ab 1924 Jura in Berlin, München und Frankfurt und bestand 1927 die erste juristische Prüfung. Er absolvierte das Referendariat in Frankfurt und wurde 1929 an der Universität Frankfurt am Main bei Friedrich Klausing und August Sänger promoviert.
In der Zeit des Nationalsozialismus wurde Heilbrunn als Jude aus seinem Amt entfernt und vertrieben.
Nach dem Zweiten Weltkrieg kehrte Heilbrunn mit den Alliierten nach Deutschland zurück. Er wirkte 1947/48 für die US-amerikanische Besatzungsmacht als juristischer Hilfsarbeiter bei den Nürnberger Prozessen mit, wurde für ein Affidat im I.G.-Farben-Prozess befragt und arbeitete 1949 für die Britische Besatzungsmacht beim Manstein-Prozess mit.
Heilbrunn erhielt in den 1950er Jahren die britische Staatsbürgerschaft. Er verfasste in englischer Sprache Bücher über die Guerilla- und die Partisanenkriegführung, die auch in die deutsche Sprache übersetzt wurden.

## Schriften

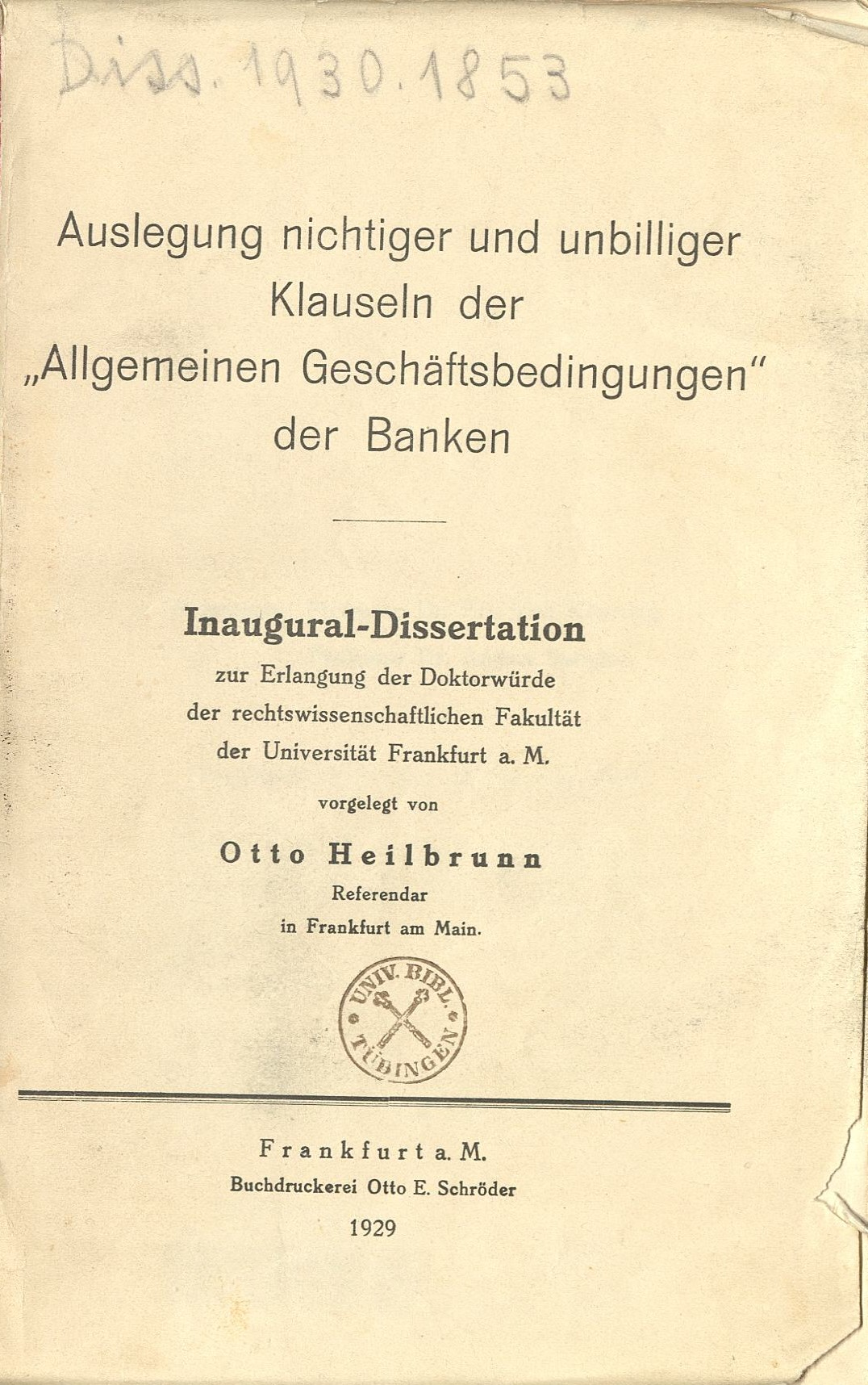
Dissertation (1929)

- Auslegung nichtiger und unbilliger Klauseln der "Allgemeinen Geschäftsbedingungen" der Banken. Frankfurt a. M., 1929. Frankfurt, Rechtswiss. Diss., 1929
- Jahresabschluß, Geschäftsbericht und Kontrollstelle im Entwurf eines Bundesgesetzes von 1928 unter besonderer Berücksichtigung der Erfahrungen auf Grund der deutschen Aktienrechtsnovelle von 1931. Bern : Stämpfli, 1933
- Das Gesetz zur Behebung der Not von Volk und Reich vom 24. März 1933  (Ermächtigungsgesetz), in: Fischers Zeitschrift für Verwaltungsrecht. Bd. 69, H. 6, S. 225–241
- The Soviet secret services. London: Allen & Unwin, 1956
  - Der sowjetische Geheimdienst. Übersetzung Siegfried Maruhn. Frankfurt a. M. : Bernard & Graefe, 1956
- C. Aubrey Dixon, Otto Heilbrunn: Communist guerilla warfare. London : George Allen & Unwin, 1954
  - C. Aubrey Dixon, Otto Heilbrunn: Partisanen : Strategie und Taktik des Guerillakrieges. Übersetzung Hans Steinsdorff. Frankfurt a. M. : Bernard & Graefe, 1956
- Partisanenbuch : [Mit Auszügen aus d. russ. Handbuch f. Partisanen]. Zürich : Miles, 1960
- Partisan warfare. London : Allen & Unwin, 1962
  - Die Partisanen in der modernen Kriegführung. Übersetzung Hans Steinsdorff. Frankfurt a. M. : Bernard & Graefe, 1963
- Conventional warfare in the nuclear age. New York: Praeger, 1965
  - Konventionelle Kriegführung im nuklearen Zeitalter. Übersetzung Hans Heinrich Bömer. Vorwort zur deutschen Ausgabe Adolf Heusinger. Frankfurt/M. : Mittler, 1967
- Otto Heilbrunn: When the Counter-Insurgents Cannot Win, in: RUSI Journal, Volume 114, 1969, Issue 653, S. 55–58 https://doi.org/10.1080/03071846909423506 (enthält auch den Nachruf auf Otto Heilbrunn in The Times vom 8. Januar 1969)